# Lac Mathieu (sjö i Kanada, Mauricie)
Lac Mathieu är en sjö i Kanada.   Den ligger i regionen Mauricie och provinsen Québec, i den sydöstra delen av landet, 400 km norr om huvudstaden Ottawa. Lac Mathieu ligger 405 meter över havet. Arean är 4,7 kvadratkilometer. Den sträcker sig 4,1 kilometer i nord-sydlig riktning, och 5,1 kilometer i öst-västlig riktning.
Trakten runt Lac Mathieu är nära nog obefolkad, med mindre än två invånare per kvadratkilometer.